# Akrofobia

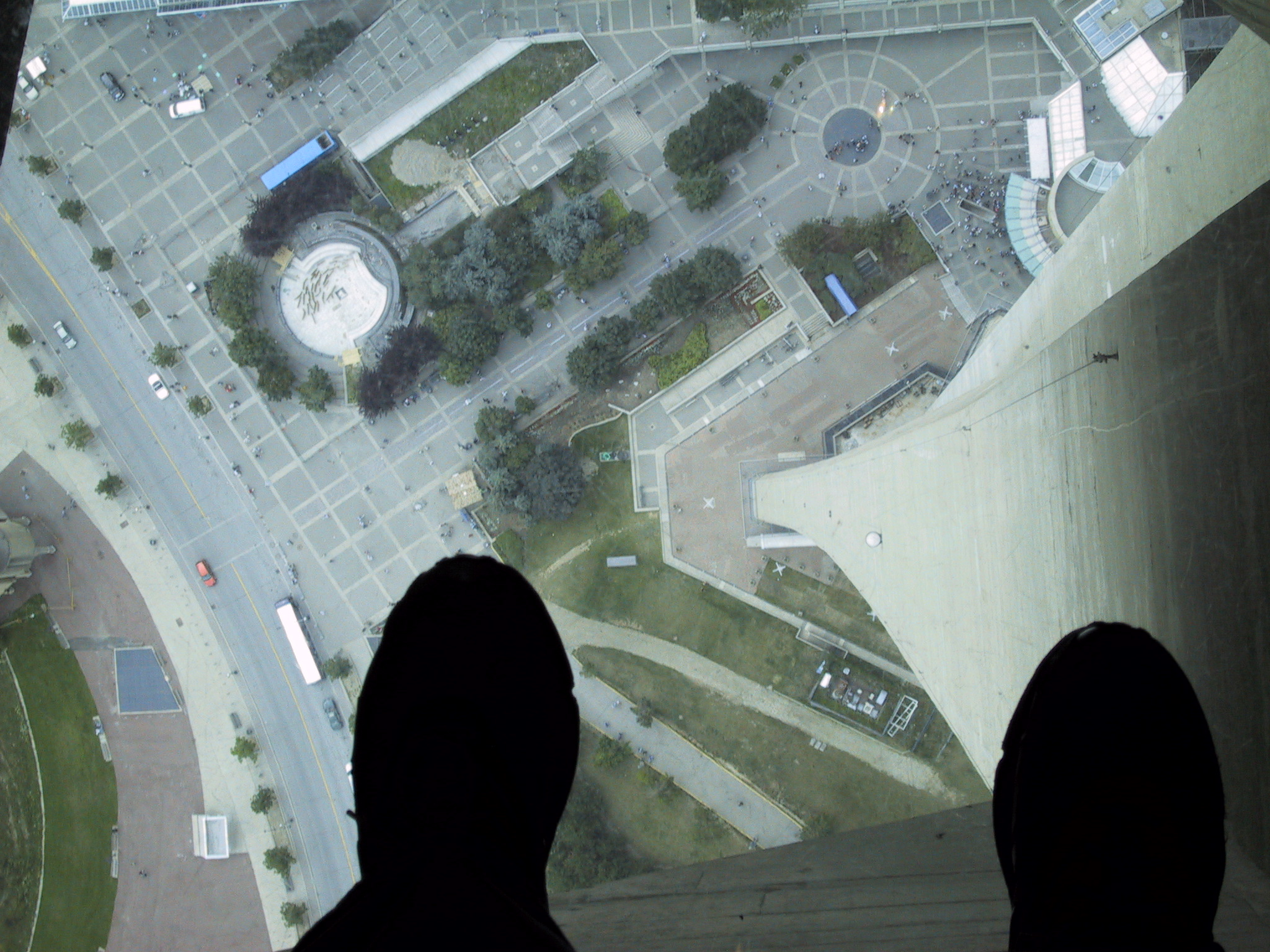
Widok przez przeszkloną podłogę z wieży CN Tower w Toronto, mogący wywoływać akrofobię

Akrofobia, potocznie lęk wysokości (stgr. ἄκρος – szczyt) – lęk przed przebywaniem na dużej wysokości i przed spadnięciem.

## Etiologia
Tradycyjnie akrofobię, podobnie jak inne fobie, przypisywano warunkowaniu lub traumatycznym doświadczeniom związanym z wysokością. Najnowsze badania podają w wątpliwości to wyjaśnienie; lęk upadku, wraz z lękiem dużego hałasu, jest jednym z najczęściej sugerowanych wrodzonych lub nieasocjatywnych lęków. W nowszej nieasocjatywnej teorii lęk wysokości jest przystosowaniem ewolucyjnym, powstałym dla zmniejszenia zagrożenia upadkiem z dużej wysokości. Stopień lęku jest różny, a pojęcie fobii jest zarezerwowane dla skrajnych przypadków spektrum. Naukowcy argumentują, że lęk wysokości jest instynktem występującym u wielu ssaków, w tym zwierząt domowych i ludzi. W eksperymentach z wykorzystaniem tzw. "wizualnych przepaści" wykazano, że ludzkie niemowlęta i dzieci uczące się chodzić, jak również inne zwierzęta z różnych grup wiekowych są niechętne do wchodzenia na szklaną podłogę z widokiem na kilkumetrową przestrzeń pod nią.

## Leczenie
Przeprowadzono kilka obiecujących badań nad leczeniem akrofobii przy pomocy wirtualnej rzeczywistości.